# 아시리아인
아시리아인(아람어: ܐܬܘܪܝܐ)은 아시리아에 거주하는 나라 없는 민족이다. 이들은 4가지로 분류된다.
- 아람인 (아람어: ܐܖ̈ܡܝܐ 아라마야)
- 아시리아인 (아람어: ܐܬܘܖ̈ܝܐ 아투라야)
- 칼데아인 (아람어: ܟܠܕ̈ܝܐ 칼다야)
- 시리아인 (아람어: ܣܘܖ̈ܝܝܐ 수르야야)

## 역사

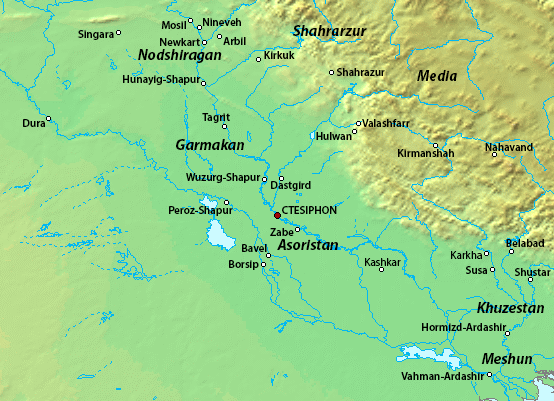
아시리아인의 거주 지역. (226년-637년)

아시리아인은 주로 이라크 북부와 시리아 북동부, 이란 북서부, 튀르키예 동남부에 걸쳐 지역에 살며, 자신들은 이 지역을 베트 나흐라인(아람어: ܒܝܬ ܢܗܪ̈ܝܢ Bêṯ Nahrayn)이라고 하는데 "2개의 강(티그리스강 및 유프라테스강)에 끼워진 지역"의 뜻이다. 이는 그리스어의 메소포타미아(그리스어: Μεσοποταμία)의 어원이라고 여겨진다. 동시에 이 지역은 쿠르드족이 사는 쿠르디스탄과 겹치고 있다.
현대 아시리아인은 고대 아시리아에 기원을 두고 있다. 역사 기록에 따르면, 아시리아인의 역사는 기원전 25세기경부터 시작되었다고 추정된다. 아시리아인은 북부 메소포타미아에 정착하면서 니네베를 중심으로 고대 메소포타미아 문명의 일부인 아시리아 제국을 건설하였다. 기원전 612년에 신아시리아 제국이 멸망하면서 이후 아시리아인은 신바빌로니아와 아케메네스조 페르시아 등의 지배를 받았다. 기원전 1세기경에 로마-페르시아 전쟁의 결과 기원후 116년~363년까지 로마 제국의 지배를 받았다. 이 시기에 기독교가 전래되었다.
아시리아인은 431년 에페소스 공의회에서 파문을 당한 네스토리우스파(경교)의 교리와 단성설 교리를 받아드렸다. 이후 아시리아인은 아시리아 동방교회와 시리아 정교회를 중심으로 하여 아람어를 보존하였다.
7세기부터는 사산 왕조를 정복한 이슬람의 아랍인의 지배를 받기 시작했다. 하지만, 아랍인들에게 정복된 이후에도 아르메니아인과 함께 기독교를 믿는 민족으로 남게 되었다. 따라서 아시리아인은 이슬람의 지배 하에서 비무슬림의 딤미가 되었기 때문에, 비무슬림에게 부과되는 지즈야를 내야했다. 이후 아시리아인은 13세기에 일어난 몽골 제국의 침입을 받았고, 14세기에는 티무르 제국에서 자행된 약탈과 학살을 당했다.
17세기부터는 오스만 제국의 지배를 받았다. 20세기경에 아시리아인은 오스만 제국에 의해서 자행된 아시리아 집단살해에 따라 그 인구 수가 크게 감소하였으며, 많은 이들이 고향을 떠나게 되었다. 1932년에는 새롭게 독립한 이라크 왕국의 일부가 되었다. 2003년에 발발한 이라크 전쟁 이후로 이슬람 원리주의자들의 공격을 받게 되었으며, 이러한 이슬람 원리주의의 단체로는 알카에다·ISIL/ISIS·알누스라 전선 등이 있다. 현재 이라크에서 아시리아인이 사는 지역은 쿠르드족 정권 하에 있으며 쿠르드 지역 정부 수립을 위해 원조하는 형태를 취하고 있지만, 동시에 아시리아인의 자치권 청구도 활발하게 진행되고 있다.

### 인물
아시리아인 출신의 아가 페트로스(아람어: ܐܓܐ ܦܜܪܘܣ)는 제1차 세계 대전 당시 프랑스군 장성이었으며 흩어진 민족 중에서는 최초로 프랑스군 장성이 된 사람이었다.
우크라이나 출신 유도선수 야키우 함모도 아시리아계 우크라이나인이다.

## 언어
많은 아시리아인은 고대 오리엔트 지방의 국제적인 공용어이자 예수 시대에 갈릴리 지방과 팔레스타인 지역의 유대인들이 주로 사용했던 아람어(정확하게는 시리아어)를 사용한다. 이후 아람어는 현대 아람어(일명 아시리아어)로 변화되었다. 또한 디아스포라로 종교 언어로서의 아람어와 함께 거주 지역의 공용어(예: 아랍어, 페르시아어, 튀르키예어, 영어 등)을 사용한다.

## 종교
현재 아시리아인은 주로 기독교를 믿으나, 아시리아 동방교회, 칼데아 가톨릭교회, 시리아 정교회의 3가지로 나뉜다. 또한 20세기에는 아시리아 성공회 같은 개신교 종파도 추가되었다.
팔레스타인의 동쪽에서의 기독교의 역사는 사도 토마스(아람어: ܬܐܘܡܐ ܫܠܝܚܐ Ṯaumā s̲h̲liḥā) 등에 의해서 서기 33년에 만들어진 교단(토마스파)에 시작되었다.
미국의 의료선교사 아사헬 그랜트(Asahel Grant, August 17, 1807 – April 24, 1844)는 그의 책, <The Nestorians, or the lost tribes>에서 이들 아시리아인들이 이스라엘 북왕국의 포로들이 앗시리아 제국에 동화되어 오늘날까지 그 삶의 터전에서 이어오고 있는 것이며 특히 그들이 요셉의 둘째 아들인 에프라임의 후손, 즉 에프라임(Ephraim) 지파의 후손들이 그 주축을 이룬다고 주장하였다.

### 아시리아 동방교회
사산 제국을 통해 당나라의 중국에 건너 경교가 된 고대부터 계속 네스토리우스파에서 현존하는 일파이다. 또한, 서양 문헌에서는 고대 네스토리우스파 자체를 아시리아 동방 교회라고 부르기도 한다.
그 후 1552년에 신도의 일부가 아시리아 동방교회의 총 대주교 세습 제도에 반발하였고 이들은 이탈하여 동방 가톨릭교회의 일종인 칼데아 가톨릭교회를 세웠다.

### 칼데아 가톨릭교회
동방 가톨릭교회 교파 중에서 하나이며, 아시리아 동방교회의 일부가 16세기경에 교단을 이탈하여, 로마 가톨릭 교회와의 합당하여 탄생하였다. 바그다드에 총대주교좌(바빌론 총대주교좌)을 두고, 주로 북부 이라크와 미국의 디트로이트 등에 신자가 있다. 교단의 이름의 유래는 아시리아 제국 멸망 후에 일어난 신바빌로니아를 세운 칼데아인에서 유래한다.

### 시리아 정교회
시리아 정교회는 동방 기독교 교파 중에서 하나이다. 교리상 단성론으로 인식되지만 교단은 그 호칭을 싫어하기 때문에, 비(非)칼케돈파가 적절한 호칭이 된다.

## 같이 보기
- 아시리아
- 현대 아시리아
- 신아람어
- 시리아어